# Островський Петро Францович
Острóвський Петрó Фрáнцович (нар. 1 січня 1936, c. Березна — пом. 28 жовтня 2000, м. Болград) — радянський військовослужбовець, спортсмен-парашутист, майстер спорту СРСР (1958 рік), абсолютний чемпіон світу в парашутному особистому багатоборстві (1958 рік), заслужений майстер спорту СРСР (1959 рік), 22-разовий рекордсмен світу, 15-разовий чемпіон СРСР. Виконав понад 10 000 стрибків з парашутом. Був учасником випробувань новітніх парашутних систем.

## Життєпис
Народився 1936 року в селі Березна (нині Білоцерківський район, Київської області). З 1954 по 1982, був військовослужбовцем збройних сил СРСР, службу проходив у 98-ій гвардійській повітрянодесантній дивізії, яка була дислокована у місті Болград. Завершив службу маючи військове звання полковника. 1964 року, закінчив рязанське повітрянодесантне командне училище. Удостоєний численних військових й державних нагород, серед яких особиста іменна зброя, від міністра оборони СРСР, маршала Гречко А. А.
З 1985 по 1980 роки, змагався у складі збірної команди СРСР з парашутного спорту, та Центрального спортивного парашутного клубу радянської армії. За час виступів здійснив понад 10000 стрибків з парашутом, встановив 22 світові рекорди, 15 разів був чемпіоном СРСР, багаторазово був призером різних міжнародних змагань, здобув титул абсолютного чемпіону світу в парашутному особистому багатоборстві.
Помер 28 жовтня 2000 року. Похований в місті Болград. У серпні 2020 року, сесія міської ради, міста Болград, ухвалила рішення, про присвоєння Петру Францовичу Островському, посмертно, звання «Почесний громадянин міста Болград», за видатний вклад в розвиток спорту і міста.